# Кур (герб)

Герб Кур у генеалогического герба рода графа Ростопчина

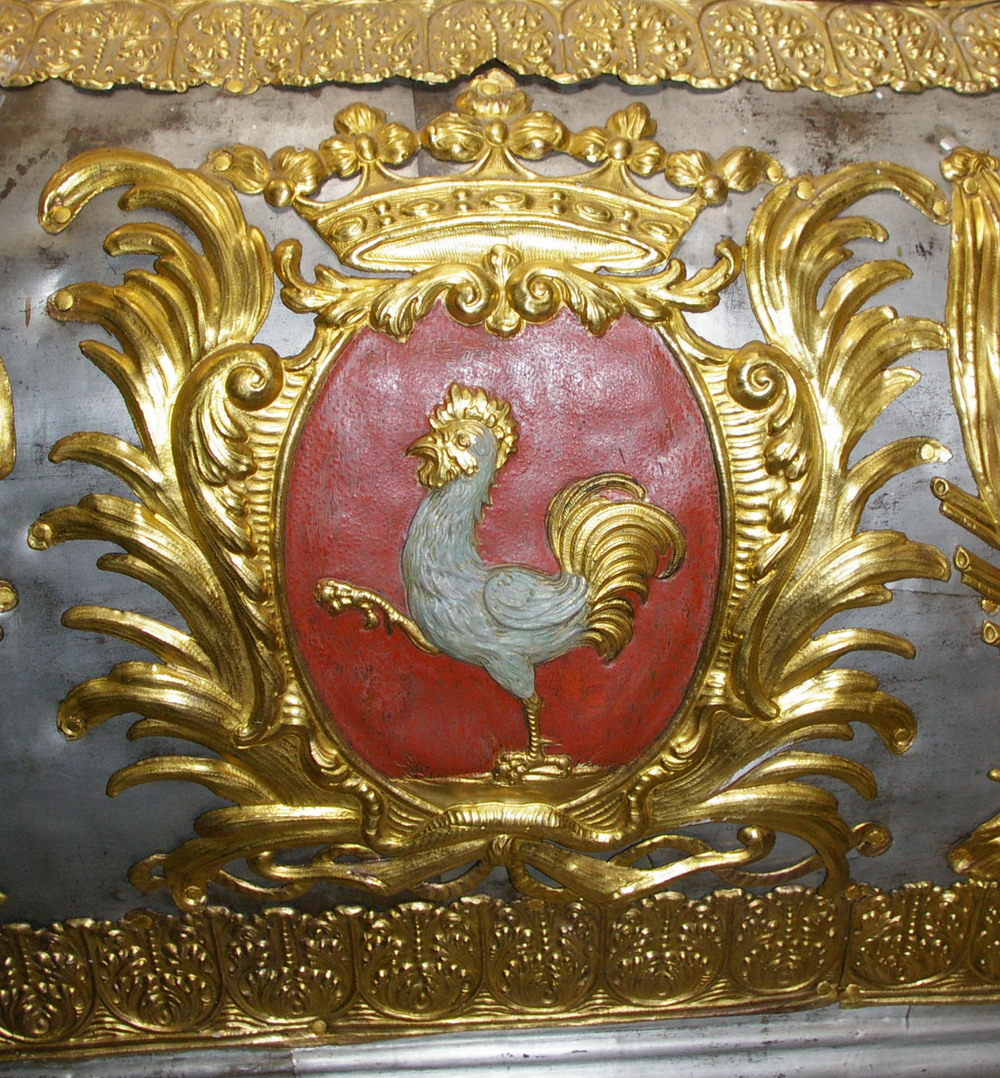
Герб Кур - замок Podewils - Полянув (гмина)

Герб Кур (пол. Kur, Kur Biały, Kokot) — польский дворянский герб, впервые упоминаемый в 1496 и включающий 18 родов.

## Описание герба
В красном поле обращенный вправо белый петух. Ср. герб Ростопчиных (IV, 12).

## Герб используют
Босовские (Bosowski), Галл (Gall), Хородинские (Horodyński), Каршанские (Karszański, v. Karszeński), Казимерские (Kazimierski), Петуховы (Petuchowy), Кичка (Kiczka), Кокот (Kokot), Кур (Kur), Кураковские (Kurakowski), Курек (Kurek), Куровские (Kurowski), Курские (Kurski), Кужецкие (Kurzecki), Кужевские (Kurzewski), Кужик (Kurzyk), Кужина (Kurzyna), Шапровские (Szaprowski), Опперсдорфф (Oppersdorff), Ростопчин

## Герб Kur в территориальной геральдике
- Курув (пол. Kurów)
- Курозвенки (пол. Kurozwęki)
- Олава (пол. Oława (miasto)

## Известные носители
- Никопай Кичка (пол. Mikołaj Kiczkapl:Mikołaj Kiczka)
- Клеменс Куровский (пол. Klemens Kurowskipl:Klemens Kurowski)
- Ростопчин, Фёдор Васильевич
- Ростопчина, Евдокия Петровна

## Гербовники
- Лакиер А. Б. § 91, № 133. Кур (Kur) // Русская геральдика. — 1855.
- Bartosz Paprocki. Herby rycerstwa polskiego. Kraków, 1584.
- Simon Okolski. Orbis Polonus. Krakow, 1642. T.1-3.
- Ks. Kacper Niesiecki. Herby i familie rycerskie tak w Koronie jako y w W.X.L. Lwów, 1728.
- Tadeusz Gajl. Herbarz Polski od Średniowiecza do XX wieku. Gdańsk: L&L, 2007, s. 187. ISBN 978-83-60597-10-1.
- Gajl T. Polish Armorial Middle Ages to 20th Century. — Gdańsk: L&L, 2007. — ISBN 978-83-60597-10-1. (пол.)